# (6821) Раневская
(6821) Раневская (лат. Ranevskaya) — типичный астероид главного пояса, открыт 29 сентября 1986 года советским астрономом Людмилой Карачкиной в Крымской астрофизической обсерватории и 1 июня 1996 года назван в честь российской и советской актрисы Фаины Раневской.

## Обнаружение и именование
(6821) Раневская
Открыт 29 сентября 1986 года в Научном Л. Г. Карачкиной.
Назван в честь выдающейся русской актрисы Фаины Григорьевны Раневской (1896—1984). Обладая незаурядным чувством юмора, Раневская сыграла десятки великолепных комедийных и драматических ролей в театре и кино. Название предложено Л. Р. Немировским по случаю столетия со дня её рождения.
Оригинальный текст (англ.)6821 Ranevskaya
Discovered 1986-09-29 by Karachkina, L. G. at Nauchnyj.
Named in honor of the outstanding Russian actress Faina Grigor'evna Ranevskaya (1896—1984). With her uncommon sense of humor, Ranevskaya played dozens of splendid comedy and dramatic parts for the theater and cinema. Name proposed by L. R. Nemirovskij on the occasion of the centennial of her birth.
Источники: DISCOVERY.DB; M.P.C. 27331.

## Орбита

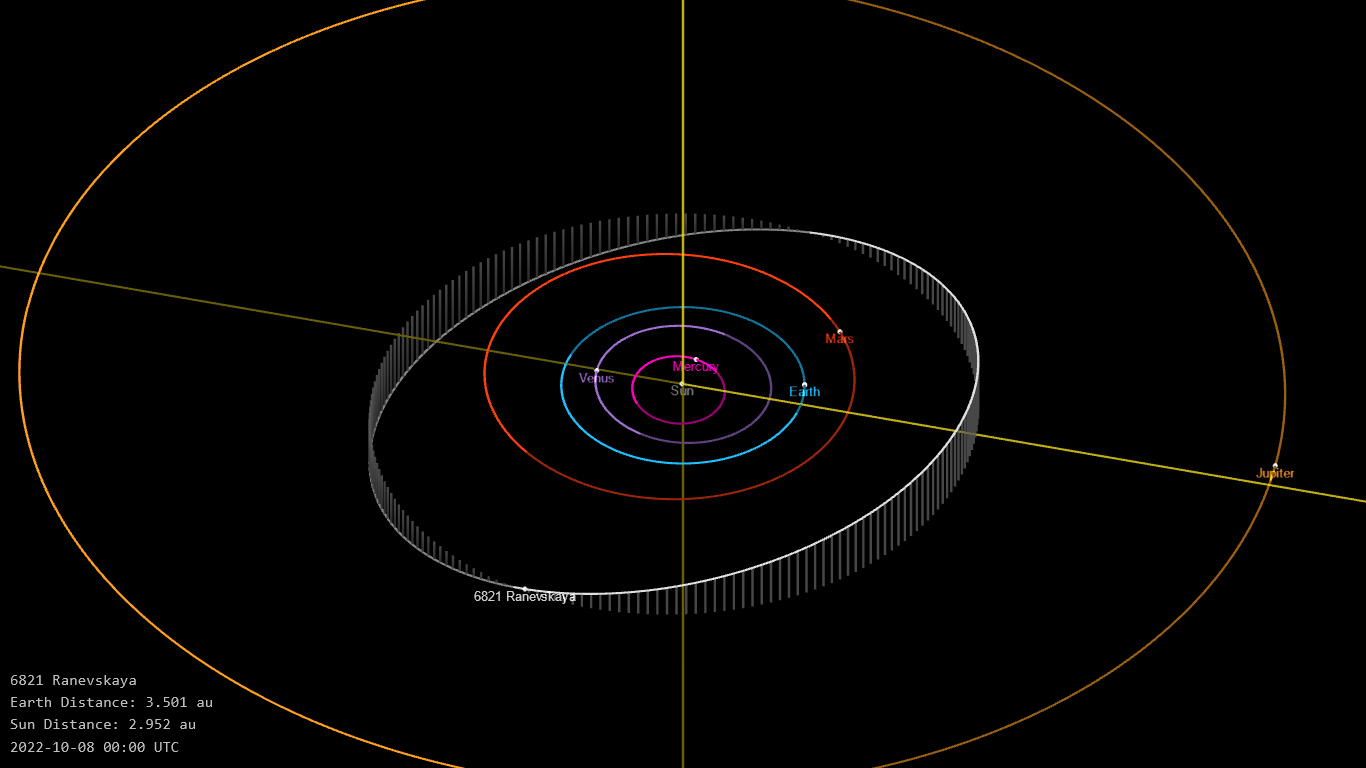
Орбита астероида Раневская и его положение в Солнечной системе

## Физические характеристики
Астероид относится к таксономическому классу S.
По результатам наблюдений системы последнего оповещения о столкновении астероида с Землей Asteroid Terrestrial-impact Last Alert System абсолютная звёздная величина астероида оценивалась равной 12,44±0,136m.